# واسیلیکا استووا
واسیلیکا استووا (بلغاری: Василка Рафаилова Стоева؛ زادهٔ ۱۴ ژانویهٔ ۱۹۴۰) ورزشکار دو و میدانی اهل بلغارستان است.